# Rebecca Kadaga

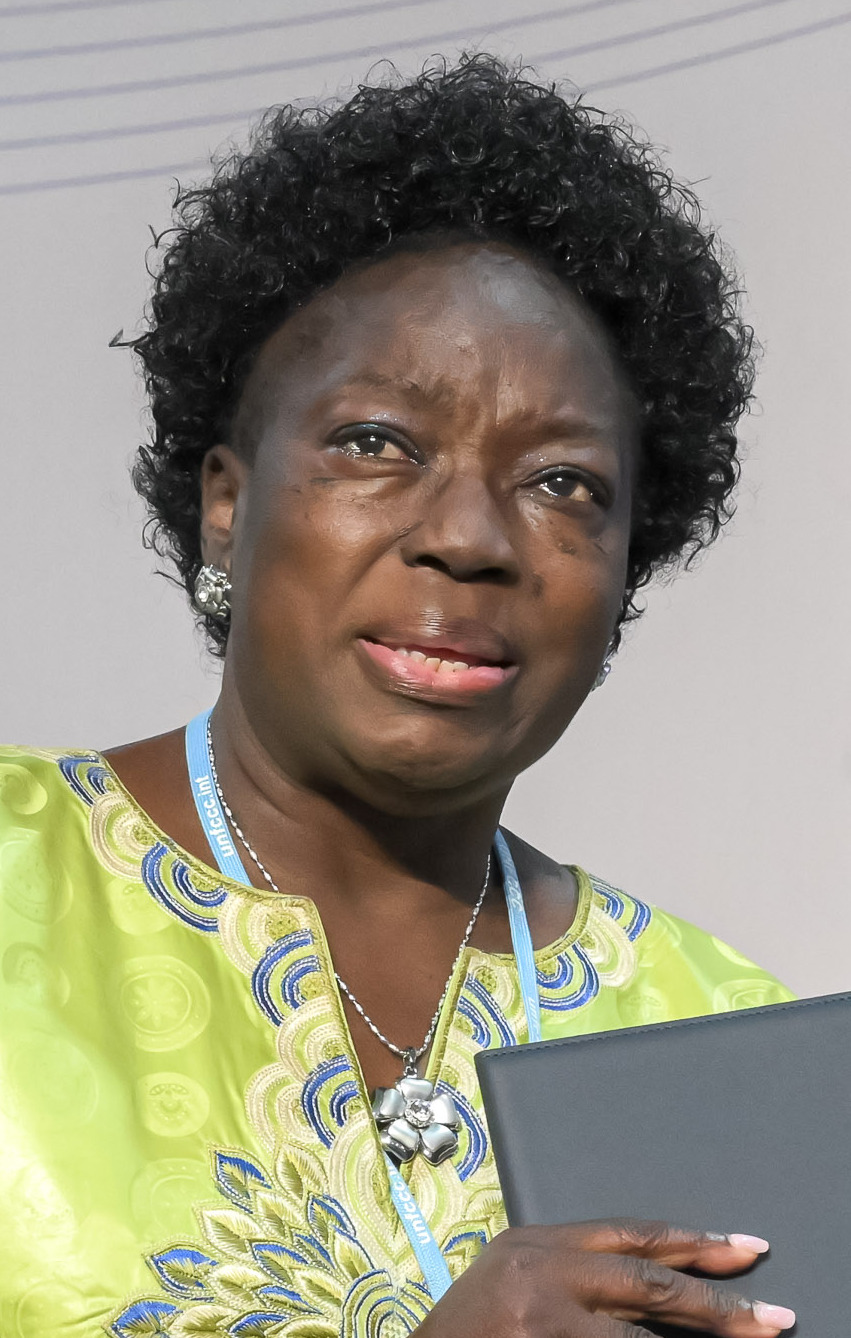
Rebecca Kadaga (2022)

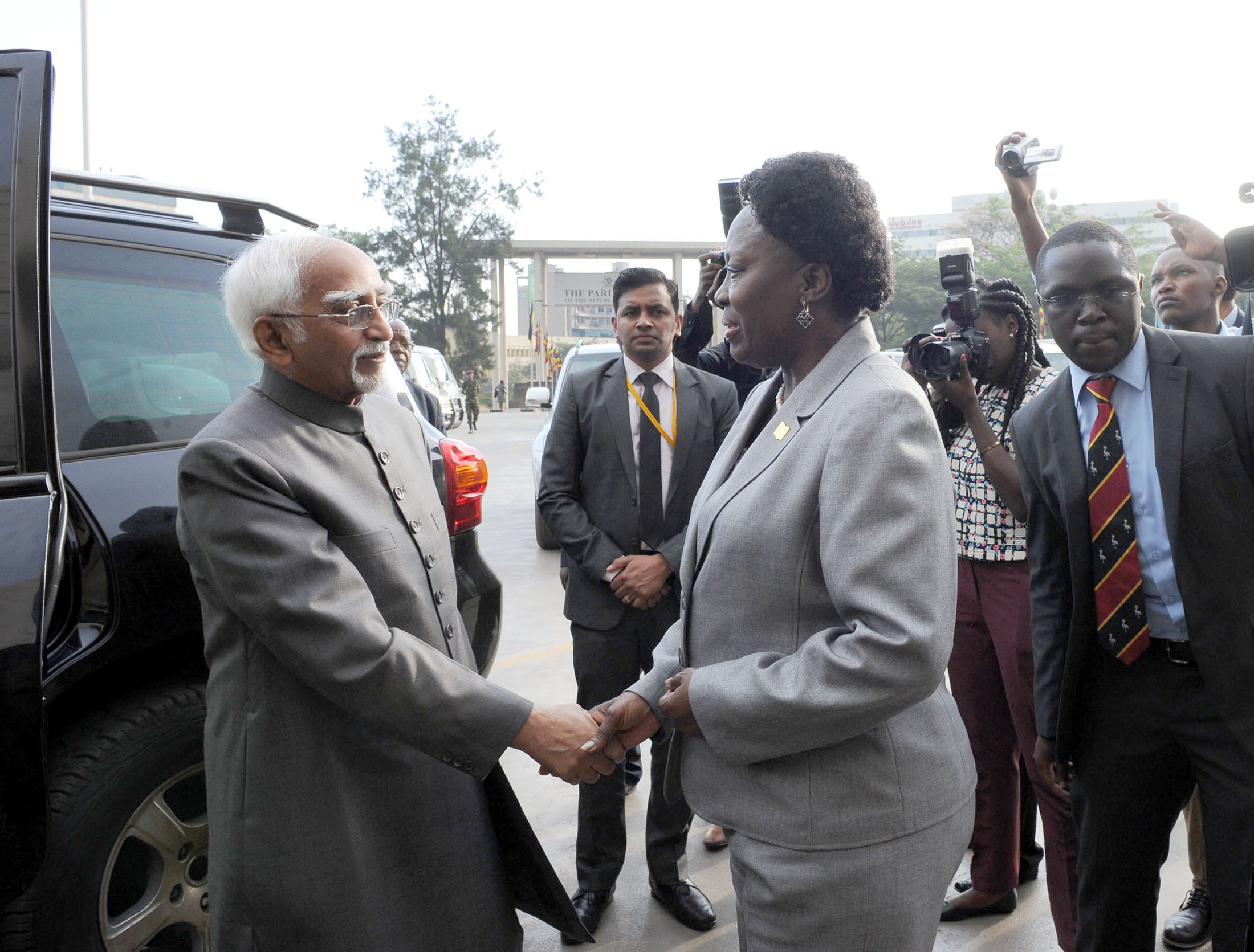
Kadaga bei der Begrüßung des indischen Vizepräsidenten Mohammad Hamid Ansari in Kampala (2017)

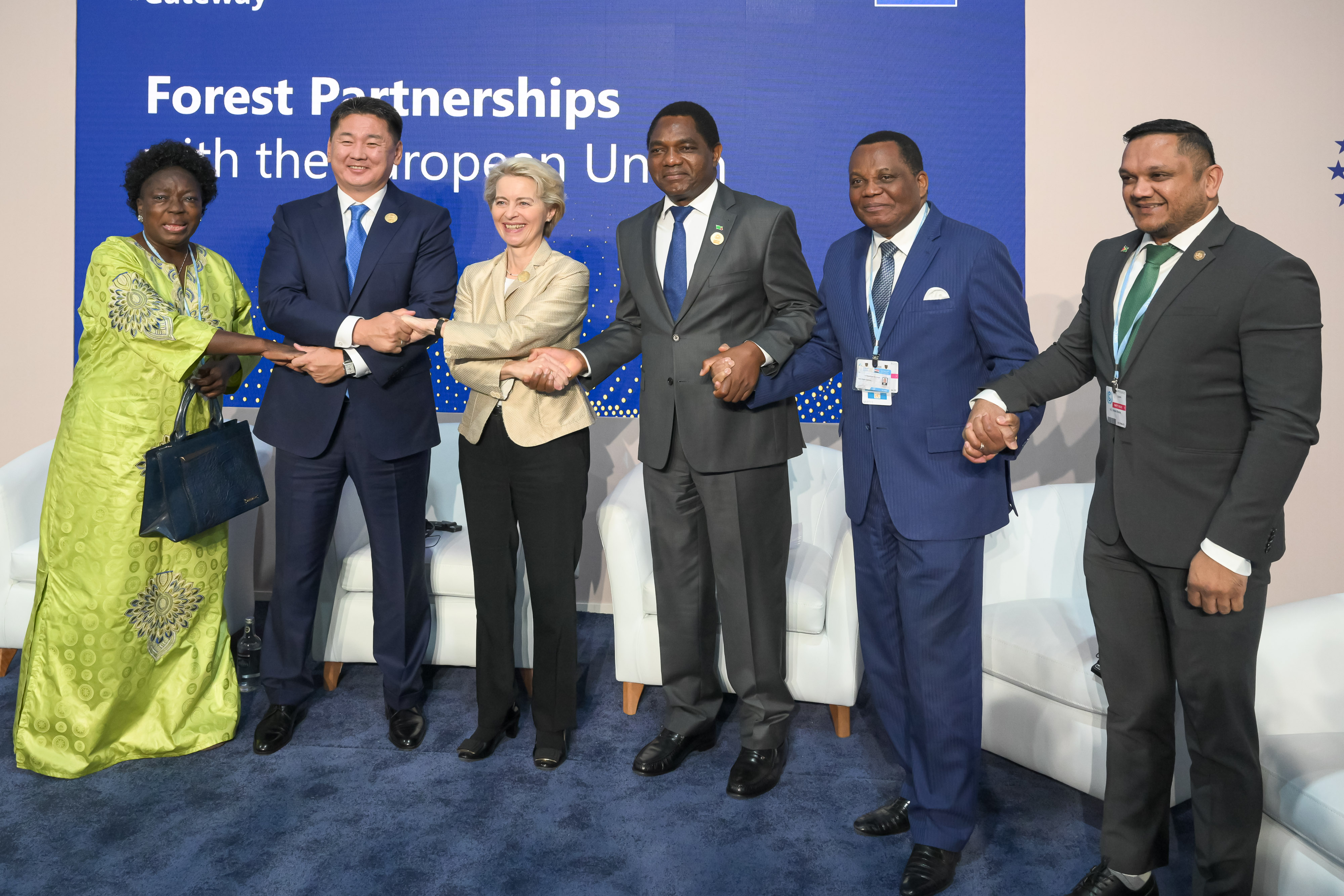
Nach Unterzeichnung der Forest Partnerships bei COP27 v. l. n. r.: Rebecca Kadaga, Ukhnaagiin Khürelsükh, Ursula von der Leyen, Hakainde Hichilema, Jean-Claude Gakosso, Vickram Bharrat

Rebecca Alitwala Kadaga (* 24. Mai 1956 im Distrikt Kamuli) ist eine ugandische Anwältin und Politikerin. Sie ist seit 1989 Parlamentsabgeordnete und war von 19. Mai 2011 bis 21. Mai 2021 als erste Frau Ugandas Parlamentssprecherin. Seit 2021 ist sie stellvertretende Premierministerin Ugandas. Kadaga ist Mitglied der Regierungspartei National Resistance Movement (NRM). Sie setzt sich für Frauenrechte ein. International wurde sie für die Unterstützung eines Gesetzes gegen Homosexualität kritisiert.

## Leben und Karriere
Kadaga wurde 1956 im Distrikt Kamuli geboren. Dort besuchte sie das Namasagali College. 1978 machte sie ihren Master of Arts an der Makerere-Universität in Kampala. Im Jahr 1979 erwarb sie am Law Development Centre der Universität ein Diplom in Rechtspraxis. Im Jahr 2000 erhielt sie ein Diplom in Frauenrecht von der University of Zimbabwe. Danach arbeitete Kadaga als Anwältin. Sie war an einer Kampagne gegen weibliche Genitalverstümmelung in Uganda beteiligt.
1989 wurde Kadaga als Frauenrepräsentantin im Wahlkreis Kamuli gewählt. 2001 wurde sie als Nachfolgerin von Moses Ali stellvertretende Parlamentssprecherin (Deputy Speaker) und blieb bis 2011 im Amt. 1998 wurde sie State minister of Communication and aviation. Von 1999 bis 2001 war sie Minister for Parliamentary Affairs.
2011 wurde Kadaga im Distrikt Kamuli erneut ins Parlament gewählt. Am 19. Mai wurde sie daraufhin als erste Frau in Uganda Parlamentssprecherin. Sie gewann die Wahl gegen Nathan Nandala Mafabi von der Partei Forum for Democratic Change mit 302 zu 57 Stimmen von 361 (2 ungültige Stimmen). Kadaga löste Edward Ssekandi ab, der das Amt von 2001 bis 2011 ausgeführt hatte. Sie kündigte an, die Marriage and Divorce Bill 2009 umsetzen zu wollen, einen Gesetzesentwurf, der unter anderem einen gesetzlichen Anspruch für Frauen auf einen Teil des Ehegattenvermögens im Erb- oder Scheidungsfall vorsah, jedoch auf Widerstand stieß. Im Herbst 2012 versprach Kadaga zudem den im Februar von David Bahati eingebrachten Gesetzesentwurf gegen Homosexualität (Anti-Homosexuality Bill), der härtere Strafen für homosexuelle Handlungen vorsah, bis Ende des Jahres als „Weihnachtsgeschenk“ zu verabschieden. Der Gesetzesentwurf wurde von Menschenrechtsorganisationen und westlichen Ländern wie den USA und Kanada kritisiert. Im Oktober äußerte Kadaga bei einem Treffen der Interparlamentarischen Union in Québec als Reaktion gegenüber dem kanadischen Außenminister John Russell Baird: „Wenn Homosexualität für die Menschen in Kanada ein Wert ist, sollten sie nicht versuchen, Uganda dazu zu zwingen. Wir sind keine Kolonie oder ein Protektorat Kanadas.“
Nach der Parlamentswahl 2016 wurde Kadaga im Mai einstimmig als Parlamentssprecherin wiedergewählt. Während der COVID-19-Pandemie kritisierte sie unter anderem die Uganda Medical Association (UMA) wegen der Verbreitung von Falschinformationen. Bei den Parlamentswahlen 2021 wurde Kadaga wiedergewählt, verlor jedoch die anschließende Wiederwahl zur Parlamentssprecherin.
Im Juni 2021 ernannte Präsident Yoweri Museveni sie zur stellvertretenden Premierministerin Ugandas (1st Deputy Prime Minister) und zur Ministerin für Angelegenheiten der Ostafrikanischen Gemeinschaft (Minister for East African Community Affairs).

## Mitgliedschaften
Kadaga war oder ist unter anderem Mitglied folgender Organisationen:
- 1993–1996: Vorsitzende des Universitätsrates der Universität Mbarara[3]
- Commonwealth Women Parliamentarians (CWP)[11]
- Interparlamentarische Union (IPU, von 2016 bis 2019 Präsidentin für die Region Afrika)[11][12]
- Uganda Law Society (ULS)[3]
- International Federation of Women Lawyers (IFWL)[3]
- Rotary International[3]
- East Africa Law Society (EALS)[3]

## Ehrungen und Auszeichnungen
- 2019: Ehrendoktorwürde der Rechtswissenschaften (Honorary Doctorate of Laws) von der Nkumba University[13]
- 2019: Auszeichnung als eine der „100 einflussreichsten Frauen Afrikas“ durch Avance Media[12]
- 2019: Gewinnerin des Uganda's Most Outstanding Personality Award[14]
- 2021: Auszeichnung durch das Parlament für ihre Verdienste als Parlamentspräsidentin[15]